# Analfabetismo

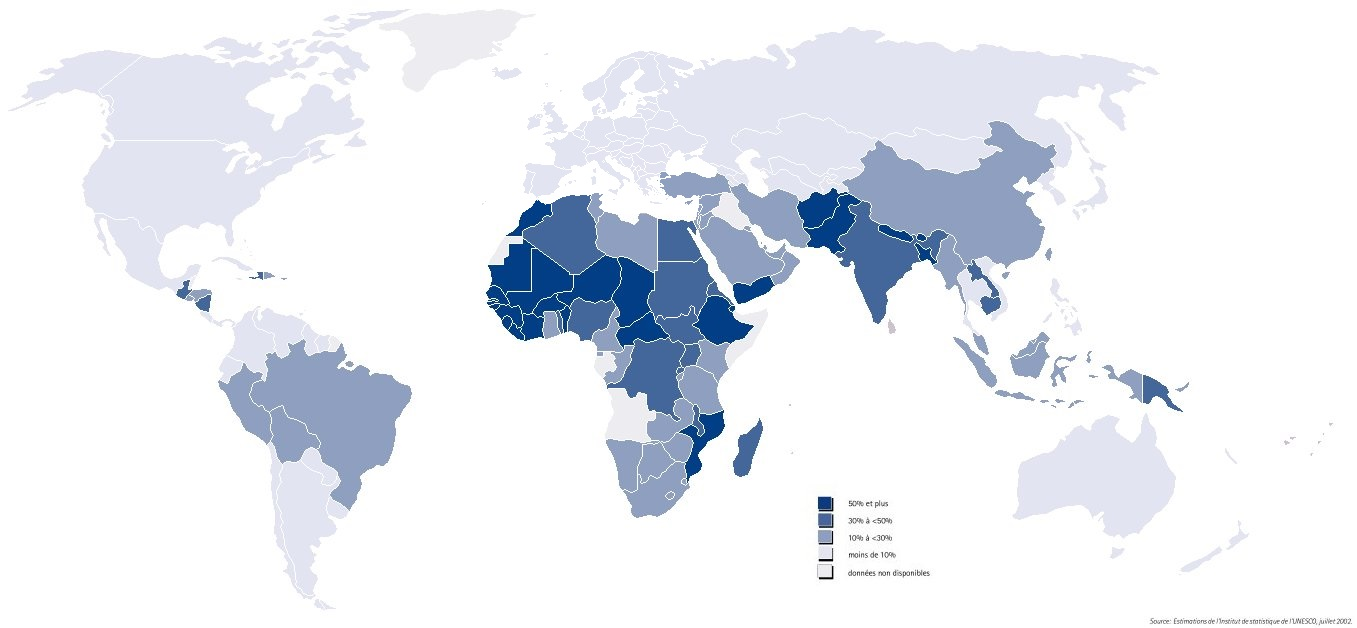
L'analfabetismo nel mondo nel 2000 secondo l'UNESCO.

L'analfabetismo è l'incapacità di leggere e scrivere, dovuta per lo più a una mancata istruzione o a una pratica insufficiente. Secondo la programmazione di molti sistemi scolastici, leggere, scrivere e far di conto sono le abilità da acquisire nel primo anno della scuola elementare.
In senso più lato, l'analfabetismo indica anche l'ignoranza di argomenti considerati di fondamentale importanza, come per esempio l'analfabetismo informatico o politico.
Diverso dall'analfabetismo stricto sensu è il cosiddetto analfabetismo funzionale, con il quale si designa l'incapacità di un individuo di usare in modo efficace le abilità di lettura, scrittura e calcolo nelle situazioni della vita quotidiana. Non si tratta quindi di un'incapacità assoluta, in quanto l'individuo possiede comunque una conoscenza di base di lettura, scrittura e calcolo, che però usa in maniera incompleta e non ottimale.
Un sinonimo, meno comune, di analfabetismo è illetteratismo (usato più spesso in ambito scientifico come sinonimo di "analfabetismo funzionale").

## Definizione dell'UNESCO
L'UNESCO definisce dal 1958 l'analfabetismo come la condizione di "una persona che non sa né leggere né scrivere, capendolo, un brano semplice in rapporto con la sua vita giornaliera". Analfabeta è in tale accezione un termine semplice, generico, non concernente il percorso scolare dell'analfabeta. Tuttavia dividere il mondo in letterati e illetterati semplifica eccessivamente la natura dell'alfabetizzazione. Oggi la definizione dell'UNESCO è diventata più complessa e si basa fondamentalmente sulla capacità dell'individuo di decifrare l'ambiente e partecipare alla società in cui vive. Statisticamente si tende a rilevare quell'insieme di abilità relative all'alfabetismo che può essere applicato in modo funzionale in attività tipiche della vita quotidiana, come ad es. leggere gli orari dell'autobus o usare un computer.

## Questione femminile
Secondo i dati dell'Institute for Statistics dell'UNESCO, circa i due terzi della popolazione analfabeta mondiale sono composti da donne. In alcune regioni, circa la metà delle donne è analfabeta. Questo dato vale anche per le giovani donne e le bambine, anche se con cifre più favorevoli. Il numero totale è di circa 771 milioni di analfabeti, di cui 2/3 di donne. Ci sono circa 67 milioni di analfabeti giovani o bambini, di cui 53% ragazze. In realtà il maggior numero di uomini alfabetizzati è dovuto al fatto che molti di loro hanno conseguito, in valori assoluti più che relativi, molti più titoli di studio collegati con la tecnologia.
Quando il tasso di scolarizzazione e il tasso di occupazione delle donne aumentano, il tasso di fecondità cala rapidamente e tende a stabilizzarsi attorno al livello di riproduzione fisiologica di 2,1 figli per donna, a causa della tendenza a rimandare la maternità a favore degli studi. Attualmente nei principali paesi il tasso di alfabetizzazione tende ad avvicinarsi e a superare il 50% della popolazione femminile, e, in modo correlato, aumenta il controllo delle nascite. Nel 2001 il tasso di fecondità in Cina era pari a 1,8 figli per donna, in India 3,2 figli, in Iran e Indonesia 2,6 figli, in Egitto 3,5 figli, negli Stati Uniti 2,1 figli, in Francia e Regno Unito 1,8 figli, in Germania, in Italia e in Spagna 1,3 figli, in Russia e Giappone 1,2 figli.

## Nei paesi in via di sviluppo
L'UNESCO Institute for Statistics ha lanciato il progetto LAMP, che mira a definire e misurare, nei paesi in via di sviluppo, uno spettro di abilità nella scrittura. Circa i due terzi degli analfabeti si trovano in solo 9 paesi e il 45% dei 771 milioni vivono in India e in Cina (il 34% e l'11% rispettivamente).
L'82% della popolazione mondiale è considerata alfabeta (87% uomini e 77% donne) ma questo dato nasconde grandi differenze secondo le regioni: in Asia meridionale e occidentale, nell'Africa subsahariana e negli stati arabi solo il 60% della popolazione sa scrivere (e a volte soltanto il 50% delle donne). Invece, in America Latina, nei Caraibi, in Asia orientale e nell'area del Pacifico, gli alfabeti sono circa il 90% ma queste regioni contano lo stesso il 22% degli analfabeti del mondo.

## In Italia

### Unità d'Italia - 1861
All'indomani dell'unificazione, nel 1861, l'Italia contava una media del 78% di analfabeti con punte massime del 91% in Sardegna e del 90% in Calabria e Sicilia, bilanciata dai valori minimi del 57% in Piemonte e del 60% in Lombardia. Nello stesso periodo (intorno al 1850) le percentuali di analfabeti in Europa erano del 10% in Svezia, del 20% in Prussia e Scozia, del 75% in Spagna e del 90% in Russia. Occorre comunque precisare che l'effettiva percentuale di analfabeti in Italia nel 1861 era del 75% poiché a suo tempo si fece l'errore di calcolare fra gli analfabeti anche i bambini sotto i sei anni..
Nel 1881 nel Trentino (allora parte dell'Austria-Ungheria come Tirolo meridionale) gli analfabeti erano il 15% circa, mentre in Italia, nello stesso periodo, erano il 62% .

### 1911
Uno studio governativo del 1911 sull'analfabetismo in Italia dimostrava che l'aumento della popolazione consentiva in proporzione un maggior numero di elettori e di analfabeti che aggravava il rischio di una minore correttezza delle elezioni politiche nel paese: «sta di fatto che, in non pochi collegi d'Italia, le corruzioni, le violenze, le frodi e i brogli hanno già presa tale estensione da falsificare la volontà degli elettori».
Grazie alla Legge Daneo-Credaro del 1911, che puntava all'obbligo scolastico e al potenziamento dell'istruzione per combattere l'analfabetismo, nel decennio successivo al 1911 l'analfabetismo, che prima arrivava ad una percentuale del 37,9%, era sceso al 27,3%. Era aumentata la presenza nelle scuole:  30% nelle elementari, 45% nel liceo classico, 80% nelle scuole e negli istituti tecnici e all'università si era passati da circa 27800 iscritti a poco più di 49000.
Un altro provvedimento importante alla lotta contro l'analfabetismo fu preso grazie alla Legge Corbino del 1921 con la creazione dell'Opera contro l'analfabetismo, che con la legge del 31 ottobre 1923 prese il nome di Comitato contro l'analfabetismo. L'Opera era amministrata da quattro membri nominati dal Ministero e quattro che rappresentavano le altrettante associazioni.

### Secondo dopoguerra - 1951
Per il censimento generale del 1951, la "qualifica" di analfabeta venne collegata non più a coloro che non sapevano scrivere il proprio nome, ma a coloro che non sapevano leggere e scrivere. Gli analfabeti risultarono così suddivisi per regione: Piemonte 3%, Valle d'Aosta 3%, Liguria 4%, Lombardia 2%, Veneto 7%, Trentino-Alto Adige 1%, Friuli-Venezia Giulia 4%, Emilia-Romagna 8%, Toscana 11%, Marche 13%, Umbria 14%, Lazio 10%, Abruzzo-Molise 19%, Campania 23%, Puglia 24%, Basilicata 29%, Calabria 32%, Sicilia 24% e Sardegna 22%.
Per combattere l'analfabetismo ci furono iniziative come le scuole reggimentali per cui i maschi soggetti alla leva imparavano a leggere e a scrivere. Una iniziativa di grande successo fu la trasmissione televisiva Non è mai troppo tardi condotta dal maestro Alberto Manzi.

### Anni 2000
Secondo i dati pubblicati nel 2005 dell'Unione nazionale per la lotta contro l'analfabetismo (UNLA) basati sul censimento del 2001, degli italiani sopra i sei anni quasi sei milioni erano privi di titolo di studio o analfabeti, cioè l'11% (mentre i laureati erano il 7,5%). La stessa fonte riportava uno studio OCSE secondo cui l'Italia nel 2002 era terzultima fra 30 paesi per numero medio di anni di scolarità della popolazione di 25-64 anni, prima solo di Portogallo e Messico. Gli illetterati, cioè gli analfabeti, coloro senza alcun titolo di studio o in possesso della sola licenza elementare costituivano invece il 36,5% della popolazione sopra i sei anni, circa 20 milioni sui 53 censiti nel 2001.
La regione con più analfabeti è la Basilicata, con il 13,8%, seguita dalla Calabria (13,2%) e dal Molise (12,2%). Tra le città con più di 250000 abitanti, è Catania quella con la più alta percentuale di analfabeti (8,4%), seguita da Palermo (7,4%) e Bari (6,7%). Secondo dati ISTAT derivanti dal censimento 2001, il numero di analfabeti in Italia era pari a 782342 unità.
Altri dati sono stati forniti dal progetto ALL (Adult Literacy and Lifeskills, Letteratismo e abilità per la vita), dedicato specificamente all'analfabetismo funzionale, nell'ambito di una ricerca comparativa internazionale promossa dall'OCSE. Le indagini svolte sulla situazione italiana nel 2003-2004 su un campione della popolazione compresa tra 16 e 65 anni hanno denunciato un quadro non brillante: su tre livelli di competenza alfabetica funzionale (inferiore, basilare e superiore) il 46,1% degli italiani è al primo livello, il 35,1% è al secondo livello e solo il 18,8% è a un livello di più alta competenza.
Il linguista Tullio de Mauro, in un articolo del 2008 in cui citava vari studi, scrisse che soltanto il 20% della popolazione adulta italiana avrebbe gli strumenti minimi indispensabili di lettura, scrittura e calcolo necessari per orientarsi in una società contemporanea.
La percentuale di analfabetismo in Italia ha osservato un calo costante sin dal primo censimento, passando dal 74,1% del 1861, al 12,9% del 1950, fino all'1,06% del 2011. Secondo il report 2020 dell'Istat, gli analfabeti in Italia sono lo 0,6% della popolazione (339585 persone), mentre gli alfabeti privi di titolo di studio sono il 4% (2186331 persone).

## Indagine PIAAC sull'alfabetizzazione
Parallelamente ad altri studi, nel 2013 sono stati diffusi i risultati del PIAAC (Programme for the International Assessment of Adult Competencies) sulle competenze degli adulti, un'indagine internazionale promossa dall'OCSE/OCDE che analizza il livello di competenze fondamentali della popolazione tra i 16 e i 65 anni in 24 paesi (Australia, Austria, Belgio, Canada, Cipro, Corea del Sud, Danimarca, Estonia, Finlandia, Francia, Germania, Giappone, Irlanda, Italia, Norvegia, Paesi Bassi, Polonia, Regno Unito, Repubblica Ceca, Russia, Slovacchia, Spagna, Stati Uniti e Svezia), svolta nel periodo 2011-2012.
In Italia l'indagine, condotta in collaborazione col ministero del lavoro e delle politiche sociali, mette a disposizione i dati nazionali e le relative elaborazioni, prendendo in considerazione le competenze fondamentali per la crescita individuale: la partecipazione economica e l'inclusione sociale (competenze linguistiche o literacy) e quelle per affrontare e gestire problemi di natura matematica nelle diverse situazioni della vita adulta (competenze matematiche o numeracy). Secondo i dati PIAAC, si conferma l'alto tasso di "illetteratismo" italiano. Le competenze degli adulti italiani sarebbero ben al di sotto della media degli altri Paesi, fenomeno che potrebbe drammaticamente contagiare le nuove generazioni, anche se rispetto alle precedenti indagini OCSE/IALS (International Adult Literacy Survey) 1994-98 e ALL (Adult Literacy and Life Skills) 2006-08 – apparirebbe in riduzione.
L'inchiesta sulle competenze degli adulti (PIAAC) pone l'Italia all'ultimo posto nella graduatoria dei paesi partecipanti rispetto alla percentuale degli individui intervistati che ottengono un punteggio al livello intermedio (3) o superiore (4 o 5) nella scala delle competenze linguistiche. In particolare, solo il 3,3% degli adulti italiani raggiunge livelli di competenza linguistica 4 o 5 – i più alti – contro l'11,8% della media dei 24 paesi partecipanti ed il 22,6% del Giappone, il paese in testa alla classifica. Il 26,4% raggiunge il livello 3 di competenza linguistica, mentre il 27,7% degli adulti italiani possiede competenze linguistiche di livello 1 o inferiore, contro solo il 15,5% della media dei paesi partecipanti.
Per quanto riguarda le competenze matematiche, solo il 4,5% degli adulti italiani ha competenze di livello 4 o 5, il 24,4% ottiene il livello 3, mentre il 32% degli italiani ha competenze di livello 1 o inferiore, contro solo il 19% della media dei 24 paesi. Inoltre, in entrambe le aree di competenza, in Italia la proporzione degli intervistati con un punteggio corrispondente al livello 1 o inferiore è tra le più elevate. Tuttavia ci sono forti differenze tra le regioni italiane, e nel nord-est gli italiani risultano essere tra i migliori al mondo in matematica, scienze e lettura.